# Koppánd

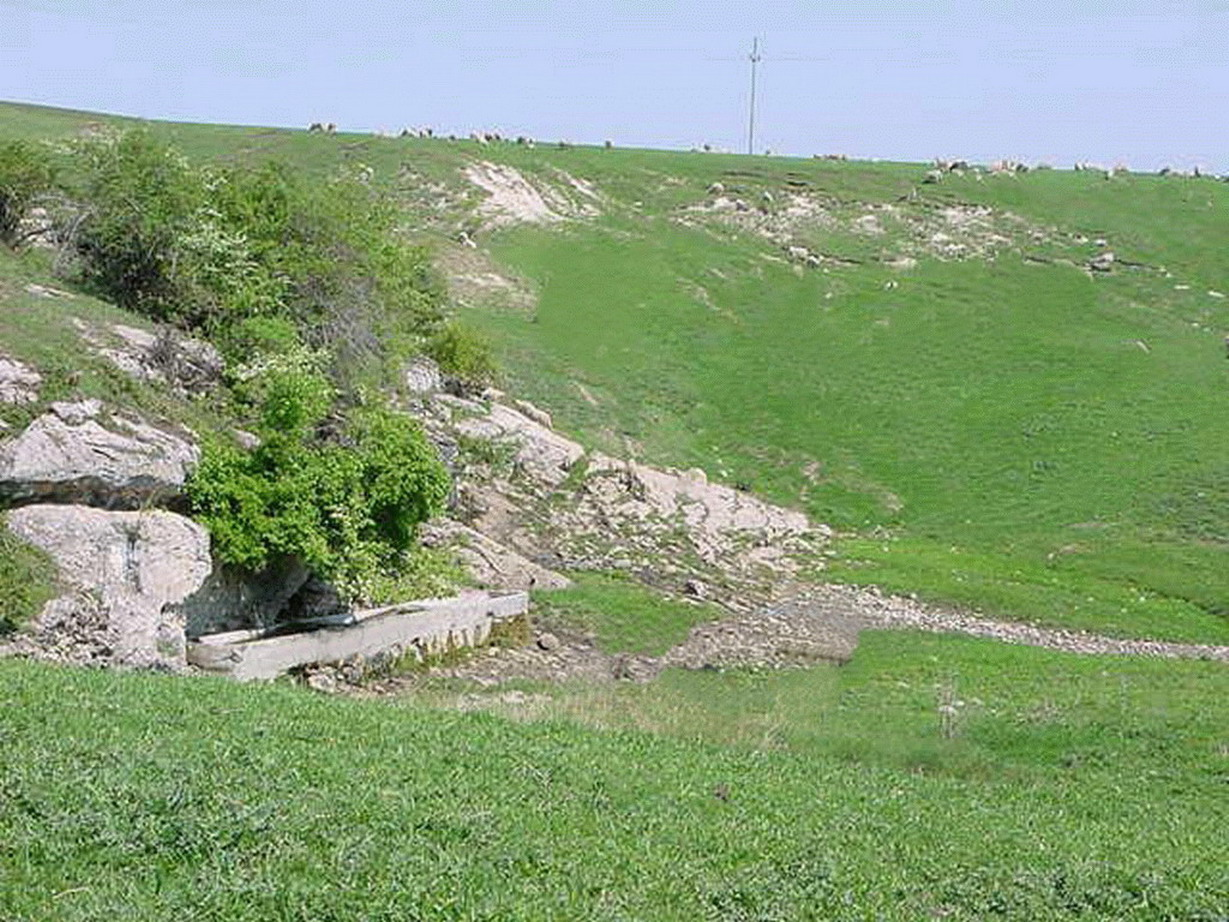
A koppándi Kőcsorgó

Koppánd (románul: Copăceni, korábban Copand) falu Romániában, Kolozs megyében.

## Fekvése
Tordától fél kilométerre északkeletre, az A3-as autópálya és a Torda–Kolozsvár (E60-as) országút mentén, a Túri-hasadék déli bejáratánál fekszik.

## Nevének eredete
Neve a Koppány személynévből való. Történeti névalakjai: Coppan (1176), Tordakoppánd (1619). Hivatalos úton keletkezett mai román neve a copac 'fa' szó képzős alakja, helységnévként többször előfordul Havasalföldön és egy esetben Bihar megyében is (Kapocsány).

## Története
A rómaiak a falutól keletre eredő, Kőcsorgó nevű forrásból biztosították Potaissa, az ókori Torda vízellátását. Több szakaszon is feltárták a római vízvezeték maradványait.
A 16. században magyar lakói az unitárius vallásra tértek. A 17. század elején Vitéz Ferenc visszakényszerítette őket a kálvinizmushoz. 1658-ban a tatárok pusztították el. Mikor az ellenreformáció idején rekatolizálták, már nem maradt annyi magyar lakója, hogy anyaegyházat tudtak volna alakítani.
1548 és 1733-ig a Vitéz család birtoka volt, akik erős várkastélyt is építettek benne. A Teleki Mihály által idevezényelt székely csapatok 1674-ben itt próbálták elfogni a Vitéz Gábor fiának keresztelőjén részt vevő Bánffy Dénest. Bánffy tudomást szerzett a veszélyről és még idejében megszökött, de felesége a székelyek fogságába esett. Torda, 1876 és 1919 között Torda-Aranyos vármegyéhez tartozott.

## Népessége
- 1850-ben 381 lakosából 347 volt román, 17 cigány és 16 magyar nemzetiségű; 361 görögkatolikus, 8 unitárius, 6 református és 5 római katolikus vallású.
- 2002-ben 1250 lakosából 1209 volt román és 25 magyar nemzetiségű; 1148 ortodox, 53 pünkösdista, 15 görögkatolikus, 11 római katolikus és 11 református vallású.

## Látnivalók
- A Bánffy-kastély nem azonos a Vitéz család hajdani várával, hanem a 19. században építették, részben a vár, részben romba dőlt középkori templomának köveiből.
- A Kőcsorgó (Izvorul romanilor) patakja, amelynek vizét a rómaiak vízvezetékkel terelték el, ma piciny szurdokon áthaladva egyesül a Rákos-patakkal.